# Dipoena signifera
Dipoena signifera là một loài nhện trong họ Theridiidae.
Loài này thuộc chi Dipoena. Dipoena signifera được Eugène Simon miêu tả năm 1909.